# Разгуляевка (станция)
Разгуляевка— железнодорожная станция Волгоградского региона Приволжской железной дороги, расположена в Дзержинском районе Волгограда и в непосредственной близости от посёлка Городище Волгоградской области.
Станция электрифицирована.

## Пригородные поезда
По состоянию на май 2021 года по станции курсируют следующие поезда пригородного сообщения:
| № поезда | Маршрут движения       | № поезда | Маршрут движения       |
| -------- | ---------------------- | -------- | ---------------------- |
| 6491     | Волгоград I — Арчеда   | 6492     | Арчеда — Волгоград I   |
| 6805     | Волгоград — Урюпино    | 6810     | Урюпино — Волгоград    |
| 6807     | Волгоград — Петров Вал | 6808     | Петров Вал — Волгоград |
| 6811     | Волгоград — Петров Вал | 6814     | Петров Вал — Волгоград |